# Stara Gora (Bośnia i Hercegowina)
Stara Gora (cyr. Стара Гора) – wieś w Bośni i Hercegowinie, w Republice Serbskiej, w gminie Rogatica. W 2013 roku liczyła 87 mieszkańców.